# LZ 3

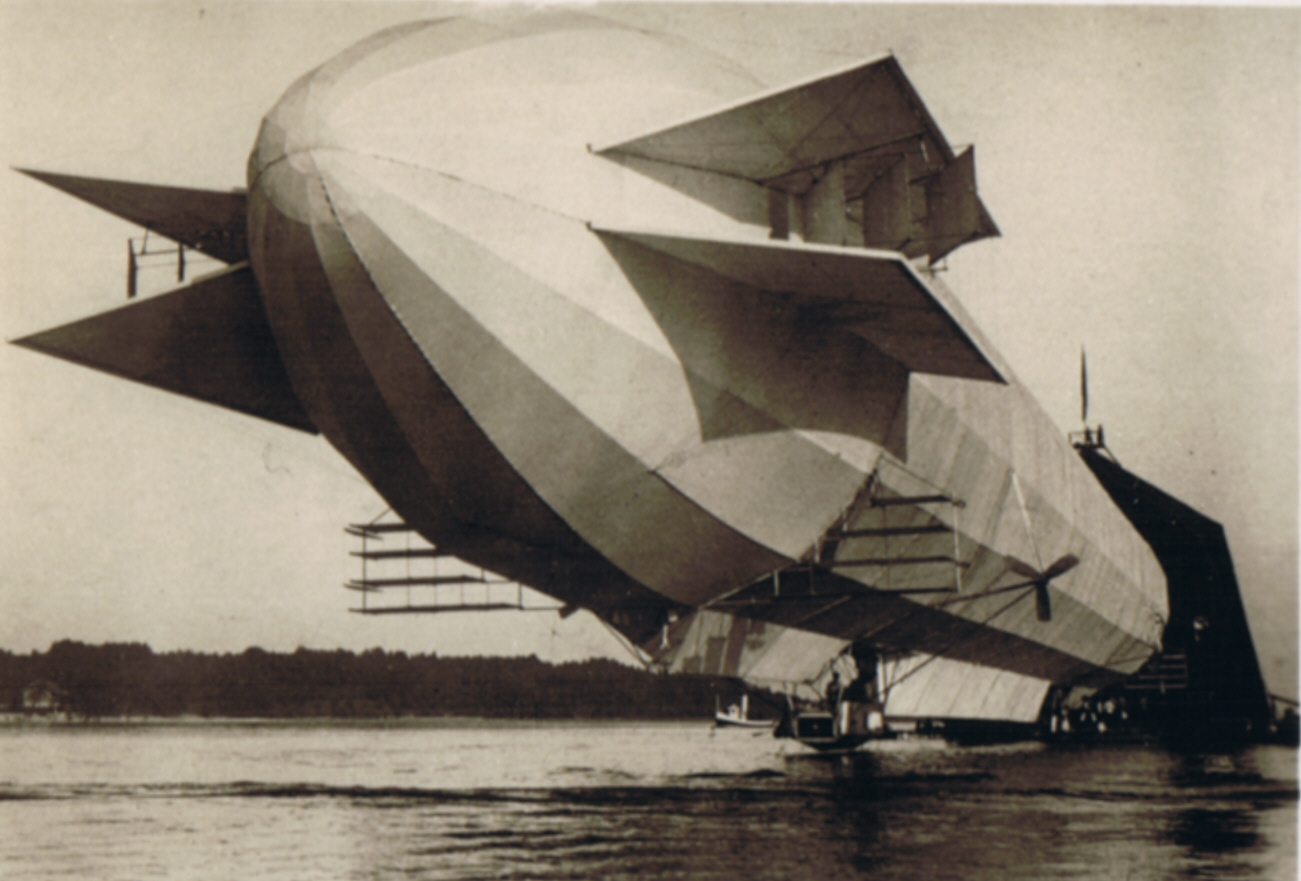
LZ 3, 1906

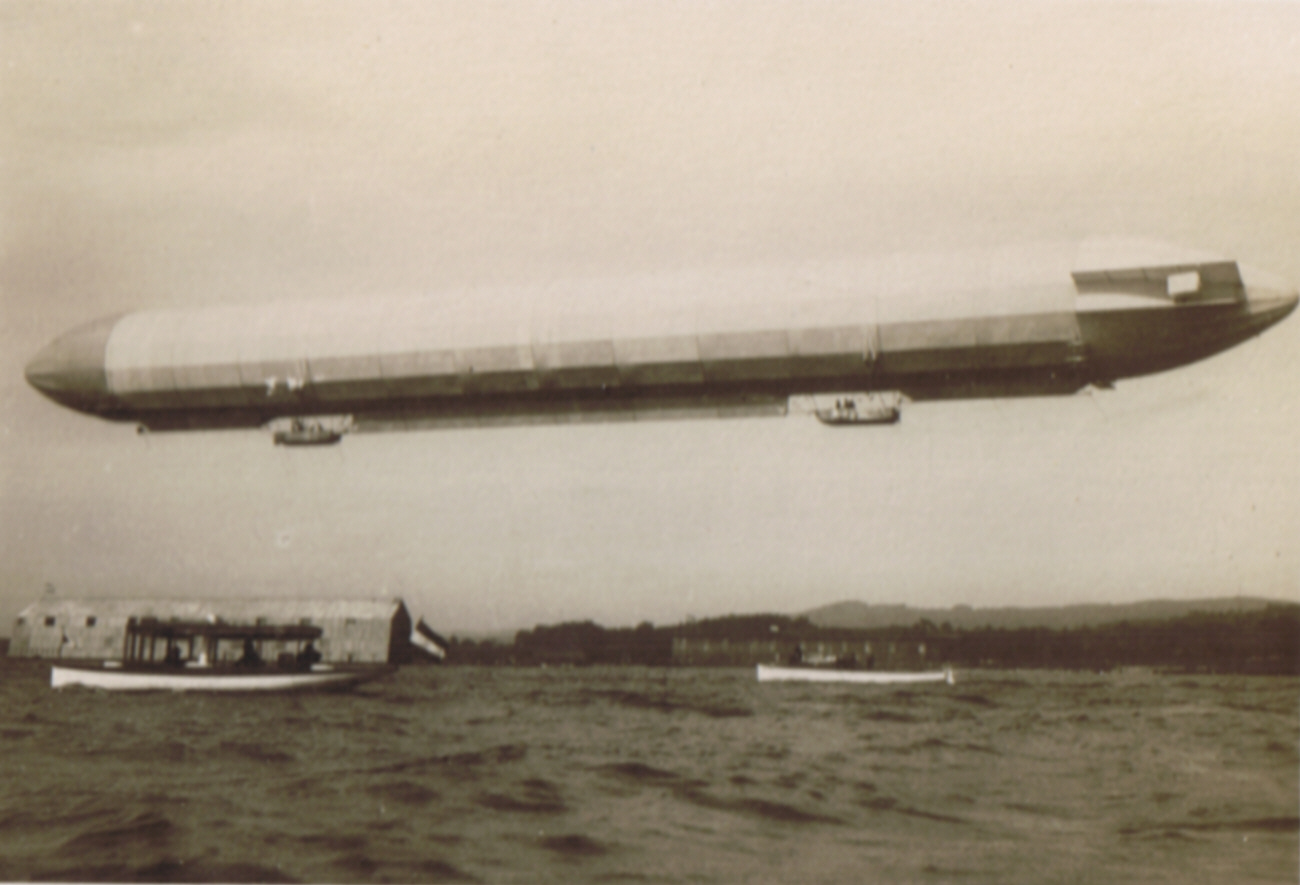
LZ 3, 1907

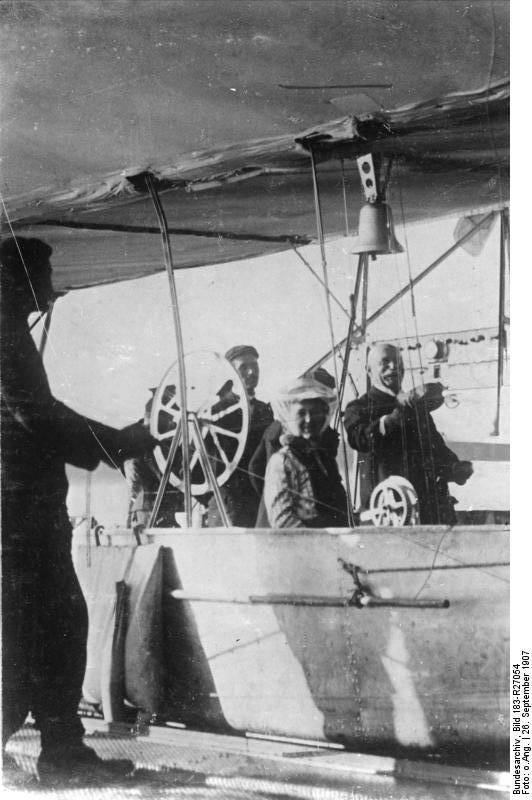
Graf Zeppelin mit seiner Tochter an Bord von LZ 3

Der Zeppelin LZ 3 war das dritte Luftschiff des Grafen Zeppelin und das erste Luftschiff des deutschen Heeres.

## Geschichte
Durch den Verlust des Luftschiffes LZ 2 in einem Sturm begann Ingenieur Ludwig Dürr im Windkanal an einem Luftschiffmodell Strömungsuntersuchungen. Es stellte sich heraus, dass Flossen am Heck des Schiffes den Zeppelin im Wind stabilisieren würden und so wurde diese Erkenntnis für die Konstruktion von LZ 3 angewandt.
Für den Bau von LZ 3 wurden alle noch brauchbaren Teile des zerstörten Luftschiffes LZ 2 verbaut. LZ 3 konnte am 9. Oktober 1906 zur ersten Fahrt aufsteigen.
Im Dezember 1907 wurde LZ 3 schwer beschädigt, als die vor Manzell im Bodensee schwimmende Halle infolge eines Sturms sank. Es wurde eine neue Luftschiffhalle gebaut und auch der Zeppelin wurde repariert und fuhr wieder im Bodenseeraum seine Probefahrten. Diese Fahrten konnten nun völlig sicher und erfolgreich ausgeführt werden und selbst Kaiser Wilhelm II reiste an, um das Luftschiff zu sehen. Auch Major Hans Groß, Kommandeur des Luftschiffer-Bataillons Nr. 2, bestätigte dem Grafen Zeppelin die guten Fahreigenschaften des neuen Zeppelins.
LZ 3 hatte 45 Fahrten durchgeführt und dabei 4398 km zurückgelegt. Der Reichstag bewilligte nun zwei Millionen Mark für den Ankauf des Luftschiffes. LZ 3 wurde verlängert, mit stärkeren Motoren versehen und 1908 dem Heer übergeben mit der Heereskennung Z 1. Auch beim Heer konnte das Luftschiff erfolgreiche Probefahrten machen, unter anderem eine achtstündige Fahrt mit 25 Personen an Bord. Z 1 wurde zum Schulluftschiff des Heeres und verlegte zum Standort Metz, wo für das Schiff die Reichsluftschiffhalle erbaut worden war.

## Ende von LZ 3
1913 war das Luftschiff technisch überholt und wurde abgewrackt.

## Technische Daten
| Kenngröße       | Daten vor dem Umbau                      | Daten nach dem Umbau                      |
| --------------- | ---------------------------------------- | ----------------------------------------- |
| Traggasvolumen  | 11.300 m³ Wasserstoff                    | 12.200 m³ Wasserstoff                     |
| Länge           | 128 m                                    | 135 m                                     |
| Durchmesser     | 11,25 m                                  | 11,65 m                                   |
| Nutzlast        | 2,8 t                                    | 2,9 t                                     |
| Antrieb         | 2 × Daimler–Benz-Motor; je 85 PS (63 kW) | 2 × Daimler–Benz-Motor; je 100 PS (74 kW) |
| Geschwindigkeit | 11,0 m/s (etwa 40 km/h)                  | 11,0 m/s (etwa 40 km/h)                   |